# Falconini
Falconini – plemię ptaków z podrodziny sokołów (Falconinae) w rodzinie sokołowatych (Falconidae).

## Zasięg występowania
Plemię obejmuje gatunki występujące w Eurazji, Afryce, Ameryce i Australii.

## Systematyka
Do plemienia należą następujące rodzaje:
- Microhierax Sharpe, 1874
- Polihierax Kaup, 1847 – jedynym przedstawicielem jest Polihierax semitorquatus (A. Smith, 1836) – sokolik czerwonooki
- Neohierax Swann, 1922 – jedynym przedstawicielem jest Neohierax insignis (Walden, 1872) – sokolczyk
- Falco Linnaeus, 1758